# Lista degli stati principeschi dell'India britannica
Prima dell'unificazione dell'India nel 1947 e la proclamazione della repubblica, sul suolo indiano erano presenti centinaia di stati principeschi che non erano parte dell'India britannica e quindi non avevano subito la conquista e l'annessione inglese.
Dal 1947 al 1949 gran parte di questi stati abolirono le monarchie e si unificarono all'India o al Pakistan ad eccezione del Sikkim.

## Principi fondamentali
Era stato stabilito che gli stati godessero di una sostanziale autonomia interna, mentre l'Inghilterra ne avrebbe detenuto la sovranità territoriale e la responsabilità nelle relazioni esterne.
Del resto però, al momento della dipartita delle potenze coloniali nel 1947, solo quattro dei maggiori stati indiani continuavano ad avere il loro residente britannico, ovvero quel diplomatico che risiedeva appunto nella capitale dello Stato e rappresentava il Regno Unito in quella colonia, mentre gli stati minori venivano raggruppati in agenzie come la Central India Agency, la Deccan States Agency e la Rajputana Agency.
Dal 1920 gli stati vennero rappresentati nella Camera dei Principi che aveva sede a Nuova Delhi.
L'importanza dei diversi stati veniva sancita essenzialmente in base ad alcuni fattori:
- l'estensione territoriale preminente
- il fondamentale ruolo politico
- la potenza militare

Il rango veniva riconosciuto pubblicamente attraverso un particolare rituale che vedeva coinvolti i nativi e gli inglesi. In qualsiasi cerimonia pubblica nella quale fossero coinvolti anche gli inglesi, il regnante di uno Stato veniva salutato con delle salve di cannone che variavano di numero a seconda dell'importanza dello Stato del quale egli deteneva la corona.
Con la dichiarazione d'indipendenza del 1947 tutti gli stati abolirono la monarchia e si unirono all'India o al Pakistan, anche se per un breve periodo i vari principi balenarono l'idea di creare una federazione di stati con un governo centrale ma internamente separati tra loro, ma questo progetto non ebbe seguito.
L'ultimo di questi stati, il Sikkim venne incorporato all'India il 16 maggio 1975 a seguito di un referendum popolare.

## Stati principeschi indiani al tempo della dichiarazione d'indipendenza dell'India (15 agosto 1947)

### Residenze individuali
| Stato principesco                          | Oggi parte di                                  | Area in miglia quadrate al 1901 | Popolazione al 1901                    | Fondi statali al 1901 (in rupie) | Titolo, etnia e religione del sovrano | Numero delle salve d'onore | Designazione dell'ufficiale politico locale | Ultimo sovrano                                           |
| ------------------------------------------ | ---------------------------------------------- | ------------------------------- | -------------------------------------- | -------------------------------- | ------------------------------------- | -------------------------- | ------------------------------------------- | -------------------------------------------------------- |
| Hyderabad                                  | Andhra Pradesh, Maharashtra & Karnataka, India | 82.698                          | 11.140.000 (indù e musulmani)          | 359.000                          | Nizam, turca, musulmano sunnita       | 21                         | Residente a Hyderabad                       | Asaf Jah VII                                             |
| Jammu e Kashmir (suddiviso)                | Jammu e Kashmir, Azad Kashmir.                 | 80.900                          | 2.910.000 (musulmani, indù e buddisti) | 87.000                           | Maharaja, Dogra Rajput, indù          | 19 (21 con il Kashmir)     | Residente nel Kashmir                       | H.H.Dr.Karan Singh                                       |
| Mysore                                     | Karnataka, India                               | 29.444                          | 5.530.000 (induisti)                   | 190.000                          | Maharaja, Rajput, induista            | 21                         | Residente a Mysore                          | Jayachamaraja Wodeyar                                    |
| Travancore (sotto la presidenza di Madras) | Kerala e 3 taluk di Tamil Nadu, India          | 7.091                           | 2.952.157 (indù e cristiani)           | 100.000                          | Maharaja, Kshatriya-Samanthan, indù   | 21                         | Residente a Travancore                      | Chithira Thirunal Balarama Varma, maharaja di Travancore |
| Sikkim                                     | Sikkim, India                                  | 2.818                           | 59.014 (buddisti e indù)               | 100.000                          | Maharaja, tibetana, buddista          | 21                         | Ufficiale politico a Sikkim                 | Palden Thondup Namgyal                                   |

### Agenzia del Belucistan
| Stato principesco | Oggi parte di | Tipologia         | Area in miglia quadrate al 1901 | Popolazione al 1901         | Fondi statali al 1901 (in rupie) | Titolo, etnia e religione del sovrano  | Numero delle salve d'onore | Designazione dell'ufficiale politico locale | Ultimo sovrano         |
| ----------------- | ------------- | ----------------- | ------------------------------- | --------------------------- | -------------------------------- | -------------------------------------- | -------------------------- | ------------------------------------------- | ---------------------- |
| Kalat             | Belucistan    | Stato principesco | 71.593                          | 370.000 (musulmani sunniti) | 800.000                          | Khan o Wali, Brahui, musulmano sunnita | 19                         | Agente politico a Kalat                     | H.H. Ahmad Yar Khan    |
| Kharan            | Belucistan    | Stato principesco | n/d                             | n/d                         | n/d                              | n/d                                    | n/d                        | n/d                                         | Habibullah Khan        |
| Las Bela          | Belucistan    | Stato principesco | 6.441                           | 56.000 (musulmani sunniti)  | 200.000                          | Jam, arabo Kureshi, musulmano sunnita  | non previsto               | Agente politico a Kalat                     | Jam Ghulam Qadir Khan  |
| Makran            | Belucistan    | Stato principesco | n/d                             | n/d                         | n/d                              | n/d                                    | n/d                        | n/d                                         | Bai Khan Baloch Gikchi |

### Agenzia di Deccan e residenza di Kolhapur
| Stato principesco               | Oggi parte di      | Tipologia         | Area in miglia quadrate al 1901 | Popolazione al 1901 | Fondi statali al 1901 (in rupie) | Titolo, etnia e religione del sovrano | Numero delle salve d'onore | Designazione dell'ufficiale politico locale | Ultimo sovrano                                                                        |
| ------------------------------- | ------------------ | ----------------- | ------------------------------- | ------------------- | -------------------------------- | ------------------------------------- | -------------------------- | ------------------------------------------- | ------------------------------------------------------------------------------------- |
| Akalkot                         | Maharashtra, India | Stato principesco | n/d                             | n/d                 | n/d                              | n/d                                   | n/d                        | n/d                                         | Shrimant Rani Sumitra Bai Raje Bhonsle, Rani Saheb di Akalkot                         |
| Aundh                           | Maharashtra, India | Stato principesco | n/d                             | n/d                 | n/d                              | n/d                                   | n/d                        | n/d                                         | HH Meherban Shrimant Bhagwant Rao Shripat Rao, Pant Pratinidhi di Aundh               |
| Bhor                            | Maharashtra, India | Stato principesco | n/d                             | n/d                 | n/d                              | n/d                                   | n/d                        | n/d                                         | Raja Shrimant Sir Raghunathrao Shankarrao Babasaheb Pandit Pant Sachiv                |
| Jamkhandi                       | Karnataka, India   | Stato principesco | n/d                             | n/d                 | n/d                              | n/d                                   | n/d                        | n/d                                         |                                                                                       |
| Janjira                         | Maharashtra, India | Stato principesco | n/d                             | n/d                 | n/d                              | n/d                                   | n/d                        | n/d                                         | HH Nawab Sidi Muhammed Khan II Sidi Ahmad Khan, Nawab di Janjira                      |
| Jath                            | Maharashtra, India | Stato principesco | n/d                             | n/d                 | n/d                              | n/d                                   | n/d                        | n/d                                         | Lt. Shrimant Raja Vijaysinghrao Ramrao Babasaheb Dafle                                |
| Kolhapur                        | Maharashtra, India | Stato principesco | 2.855                           | 910.011 (indù)      | 48.000                           | Maharaja, Kshatriya, indù             | 19                         | Agente politico a Kolhapur                  | HH Shrimant Rajashri Shahu II Chhatrapati Maharaj Sahib Bahadur, Maharaja of Kolhapur |
| Ichalkaranji                    | Maharashtra, India | Stato principesco | n/d                             | n/d                 | n/d                              | n/d                                   | n/d                        | n/d                                         | n/d                                                                                   |
| Kurundvad (linea primogenita)   | Maharashtra, India | Stato principesco | n/d                             | n/d                 | n/d                              | n/d                                   | n/d                        | n/d                                         | Meherban Shrimant Bhalchandrarao Chintamanrao Patwardhan, Raja of Kurundwad Sr.       |
| Kurundvad (linea secondogenita) | Maharashtra, India | Stato principesco | n/d                             | n/d                 | n/d                              | n/d                                   | n/d                        | n/d                                         | Raja Shrimant Hariharrao Raghunathrao [Bapusaheb] Patwardhan, Raja of Kurundwad Jr.   |
| Miraj (linea primogenita)       | Maharashtra, India | Stato principesco | n/d                             | n/d                 | n/d                              | n/d                                   | n/d                        | n/d                                         | n/d                                                                                   |
| Miraj (linea secondogenita)     | Maharashtra, India | Stato principesco | n/d                             | n/d                 | n/d                              | n/d                                   | n/d                        | n/d                                         | n/d                                                                                   |
| Mudhol                          | Karnataka, India   | Stato principesco | n/d                             | n/d                 | n/d                              | n/d                                   | n/d                        | n/d                                         | HH Shrimant Raja Bhairavsinhrao Malojirao Ghorpade II                                 |
| Phaltan                         | Maharashtra, India | Stato principesco | n/d                             | n/d                 | n/d                              | n/d                                   | n/d                        | n/d                                         | Major HH Raja Bahadur Shrimant Ram raje Naik Nimbalkar                                |
| Sangli                          | Maharashtra, India | Stato principesco | n/d                             | n/d                 | n/d                              | n/d                                   | n/d                        | n/d                                         | Capt. HH Shrimant Raja Saheb Sir Chintamanrao II Dhundirajrao Appasaheb Patwardhan    |
| Savanur                         | Karnataka, India   | Stato principesco | n/d                             | n/d                 | n/d                              | n/d                                   | n/d                        | n/d                                         | Nawab di Savanur, Abdul Majid Khan II                                                 |
| Sawantwadi                      | Maharashtra, India | Stato principesco | n/d                             | n/d                 | n/d                              | n/d                                   | n/d                        | n/d                                         | clan Bhonsale                                                                         |

### Residenza Gwalior
| Stato principesco | Oggi parte di         | Tipologia         | Area in miglia quadrate al 1901 | Popolazione al 1901            | Fondi statali al 1901 (in rupie) | Titolo, etnia e religione del sovrano | Numero delle salve d'onore | Designazione dell'ufficiale politico locale | Ultimo sovrano                                                    |
| ----------------- | --------------------- | ----------------- | ------------------------------- | ------------------------------ | -------------------------------- | ------------------------------------- | -------------------------- | ------------------------------------------- | ----------------------------------------------------------------- |
| Gwalior           | Madhya Pradesh, India | Stato principesco | 25.041                          | 2.930.000 (induisti)           | 163.000                          | Maharaja, Maratha, indù               | 19 (poi 21)                | Residente a Gwalior                         | George Jivajirao Scindia                                          |
| Benares           | Uttar Pradesh, India  | Stato principesco | n/d                             | n/d                            | n/d                              | n/d                                   | n/d                        | n/d                                         | Kunwar Ananat Narayan Singh                                       |
| Garha             | Madhya Pradesh, India | Stato principesco | n/d                             | n/d                            | n/d                              | n/d                                   | n/d                        | n/d                                         |                                                                   |
| Khaniyadhana      | Madhya Pradesh, India | Stato principesco | n/d                             | n/d                            | n/d                              | n/d                                   | n/d                        | n/d                                         |                                                                   |
| Ramgadi           | Uttar Pradesh, India  | Stato principesco | n/d                             | n/d                            | n/d                              | n/d                                   | n/d                        | n/d                                         |                                                                   |
| Rajgarh           | Madhya Pradesh, India | Stato principesco | n/d                             | n/d                            | n/d                              | n/d                                   | n/d                        | n/d                                         |                                                                   |
| Rampur            | Uttar Pradesh, India  | Stato principesco | 899                             | 533.212 (induisti e musulmani) | 33.000                           | Nawab, Pathan, musulmano              | 13                         | Commissario a Bareilly                      | H.H. Nawab Syed Muhammad Kazim 'Ali Khan Bahadur, Nawab di Rampur |

### Presidenza di Madras
| Stato principesco | Oggi parte di         | Tipologia         | Area in miglia quadrate al 1901 | Popolazione al 1901            | Fondi statali al 1901 (in rupie) | Titolo, etnia e religione del sovrano | Numero delle salve d'onore | Designazione dell'ufficiale politico locale | Ultimo sovrano                                                       |
| ----------------- | --------------------- | ----------------- | ------------------------------- | ------------------------------ | -------------------------------- | ------------------------------------- | -------------------------- | ------------------------------------------- | -------------------------------------------------------------------- |
| Cochin            | Kerala, Indiaù        | Stato principesco | 1.362                           | 812.025 (induisti e cristiani) | 27.000                           | Raja, Samanta-Kshatriya, induista     | 17                         | Residente a Travancore e Cochin             | Kerala Varma                                                         |
| Banganapalle      | Andhra Pradesh, India | Stato principesco | 426                             | 43.464                         | 3.000                            | n/d                                   | n/d                        | n/d                                         | H.H. Nawab Sayyid Fazl-i-'Ali Khan IV Bahadur, Nawab di Banganapalle |
| Pudukkottai       | Tamil Nadu, India     | Stato principesco | 1.100                           | 380.440 (indù)                 | 11.000                           | Raja, Kallar, induista                | 11                         | Collettore di Trichinopoly                  | Rajagopala Tondaiman                                                 |
| Sandur            | Karnataka, India      | Stato principesco | n/d                             | n/d                            | n/d                              | n/d                                   | n/d                        | n/d                                         | Yeshwantrao Ghorpade                                                 |

### Frontiera del Nord-Ovest
| Stato principesco | Oggi parte di                             | Tipologia         | Area in miglia quadrate al 1901 | Popolazione al 1901 | Fondi statali al 1901 (in rupie) | Titolo, etnia e religione del sovrano | Numero delle salve d'onore | Designazione dell'ufficiale politico locale | Ultimo sovrano                 |
| ----------------- | ----------------------------------------- | ----------------- | ------------------------------- | ------------------- | -------------------------------- | ------------------------------------- | -------------------------- | ------------------------------------------- | ------------------------------ |
| Amb               | Provincia di Khyber Pakhtunkhwa, Pakistan | Stato principesco | n/d                             | n/d                 | n/d                              | n/d                                   | n/d                        | n/d                                         | Nawab Saeed Khan               |
| Chitral           | Provincia di Khyber Pakhtunkhwa, Pakistan | Stato principesco | n/d                             | n/d                 | n/d                              | n/d                                   | n/d                        | n/d                                         | H.H. Mehtar Saif-ul-Mulk Nasir |
| Dir               | Provincia di Khyber Pakhtunkhwa, Pakistan | Stato principesco | n/d                             | n/d                 | n/d                              | n/d                                   | n/d                        | n/d                                         | Muhammad Shah Khosru Khan      |
| Phulra            | Provincia di Khyber Pakhtunkhwa, Pakistan | Stato principesco | n/d                             | n/d                 | n/d                              | n/d                                   | n/d                        | n/d                                         | Ata Muhammed Khan              |
| Swat              | Provincia di Khyber Pakhtunkhwa, Pakistan | Stato principesco | n/d                             | n/d                 | n/d                              | n/d                                   | n/d                        | n/d                                         | Miangul Abdul-Haqq Jahanzib    |

### Agenzia del Gilgit
Gli Stati di Hunza e Nagar oltre a molti stati feudali dello Jagirs (Puniyal, Shigar etc.) che si trovavano nell'Agenzia del Gilgit erano però tributari del Maharaja del Kashmir.
| Stato principesco | Oggi parte di              | Tipologia                 | Area in miglia quadrate al 1901 | Popolazione al 1901 | Fondi statali al 1901 (in rupie) | Titolo, etnia e religione del sovrano | Numero delle salve d'onore | Designazione dell'ufficiale politico locale | Ultimo sovrano      |
| ----------------- | -------------------------- | ------------------------- | ------------------------------- | ------------------- | -------------------------------- | ------------------------------------- | -------------------------- | ------------------------------------------- | ------------------- |
| Hunza             | Gilgit-Baltistan, Pakistan | Jagir del Kashmir e Jammu | n/d                             | n/d                 | n/d                              | n/d                                   | n/d                        | n/d                                         | Mohammad Jamal Khan |
| Nagar             | Gilgit-Baltistan, Pakistan | Jagir del Kashmir e Jammu | n/d                             | n/d                 | n/d                              | n/d                                   | n/d                        | n/d                                         | Showkat 'Ali Khan   |

### Provincia di Sindh
| Stato principesco | Oggi parte di   | Tipologia         | Area in miglia quadrate al 1901 | Popolazione al 1901 | Fondi statali al 1901 (in rupie) | Titolo, etnia e religione del sovrano | Numero delle salve d'onore | Designazione dell'ufficiale politico locale | Ultimo sovrano               |
| ----------------- | --------------- | ----------------- | ------------------------------- | ------------------- | -------------------------------- | ------------------------------------- | -------------------------- | ------------------------------------------- | ---------------------------- |
| Khairpur          | Sindh, Pakistan | Stato principesco | 6.050                           | 199.313 (musulmani) | 13.000                           | Mir, Talpur Baloch, musulmano         | 15                         | Agente politico per il Khairpur             | H.H. George Ali Murad Khan   |
| Mirpur            | Sindh, Pakistan | Stato principesco | n/d                             | n/d                 | n/d                              | n/d                                   | n/d                        | n/d                                         | H.H. Shir Mohammad ibn Tharo |
| Umerkot           | Sindh, Pakistan | Stato principesco | n/d                             | n/d                 | n/d                              | n/d                                   | n/d                        | n/d                                         |                              |

### Stati del Punjab
| Stato principesco   | Oggi parte di           | Tipologia         | Area in miglia quadrate al 1901 | Popolazione al 1901                  | Fondi statali al 1901 (in rupie) | Titolo, etnia e religione del sovrano | Numero delle salve d'onore | Designazione dell'ufficiale politico locale            | Ultimo sovrano |
| ------------------- | ----------------------- | ----------------- | ------------------------------- | ------------------------------------ | -------------------------------- | ------------------------------------- | -------------------------- | ------------------------------------------------------ | --- |
| Bahawalpur          | Punjab, Pakistan        | Stato principesco | 15.000                          | 720.877 (musulmani)                  | 24.000                           | Nawab, Daudputra, musulmano           | 17                         | Agente politico per gli Stati di Phulkian e Bahawalpur | Nawab Sadeq Mohammad Khan V                                                                                         |
| Bilaspur            | Himachal Pradesh, India | Stato principesco | n/d                             | n/d                                  | n/d                              | n/d                                   | n/d                        | n/d                                                    | H.H. Raja Kirti Chand, Raja di Bilaspur                                                                             |
| Faridkot            | Punjab, India           | Stato principesco | 642                             | 124.912 (sikh, induisti e musulmani) | 4.000                            | Raja, Barar Jat, sikh                 | 11                         | Commissarrio della divisione Jullundur                 | Lt. H.H. Farzand-i-Sadaat Nishan Hazrat-i-Kaisar-i-Hind Raja Bharat Indar Singh Brar Bans Bahadur, Raja di Faridkot |
| Jind                | Haryana, India          | Stato principesco | 1.259                           | 282.003 (induisti e sikh)            | 15.000                           | Raja, Sidhu Jat, sikh                 | 11                         | Agente politico per gli Stati di Phulkian e Bahawalpur | H.H. Maharaja Satbir Singh ["Prince Sunny"], Maharaja di Jind''                                                     |
| Kangra              | Himachal Pradesh, India | Stato principesco | n/d                             | n/d                                  | n/d                              | n/d                                   | n/d                        | n/d                                                    | H.H. Raja Aditya Dev Chand Katoch                                                                                   |
| Kalsia              | Haryana, India          | Stato principesco | n/d                             | n/d                                  | n/d                              | n/d                                   | n/d                        | n/d                                                    | Raja Himmat Sher Singh Sahib Bahadur                                                                                |
| Kapurthala          | Punjab, India           | Stato principesco | 630                             | 314.351 (musulmani e induisti)       | 13.000                           | Raja, Ahluwalia Kolal, sikh           | 11                         | Commissario della divisione Jullundur                  | Brig. H.H. Maharaja Sri Sukhjit Singh Sahib Bahadur, Maharaja of Kapurthala                                         |
| Kumharsain          | Himachal Pradesh, India | Stato principesco | n/d                             | n/d                                  | n/d                              | n/d                                   | n/d                        | n/d                                                    | |
| Loharu              | Haryana, India          | Stato principesco | n/d                             | n/d                                  | n/d                              | n/d                                   | n/d                        | n/d                                                    | H.H. Nawab Mirza Alauddin Ahmad Khan II (alias Parvez Mirza), Nawab di Loharu                                       |
| Malerkotla          | Punjab, India           | Stato principesco | n/d                             | n/d                                  | n/d                              | n/d                                   | n/d                        | n/d                                                    | n/d |
| Mandi               | Himachal Pradesh, India | Stato principesco | n/d                             | n/d                                  | n/d                              | n/d                                   | n/d                        | n/d                                                    | H.H. Raja Sri Ashokpal Sen, Raja di Mandi                                                                           |
| Nabha               | Punjab, India           | Stato principesco | n/d                             | n/d                                  | n/d                              | n/d                                   | n/d                        | n/d                                                    | |
| Kalabagh            | Punjab, Pakistan        | Stato principesco | n/d                             | n/d                                  | n/d                              | n/d                                   | n/d                        | n/d                                                    | H.H. Nawab Amir Mohammad Khan                                                                                       |
| Rajgarh             | Himachal Pradesh, India | Stato principesco | n/d                             | n/d                                  | n/d                              | n/d                                   | n/d                        | n/d                                                    | |
| Patiala             | Punjab, India           | Stato principesco | 5.412                           | 1.596.692 (induisti e sikh)          | 57.000                           | Maharaja, Sidhu Jat, sikh             | 17                         | Agente politico per gli Stati di Phulkian e Bahawalpur | Capt. H.H. Maharajadhiraj Shri Amarinder Singh, Maharaja di Patiala                                                 |
| Sirmur              | Himachal Pradesh, India | Stato principesco | n/d                             | n/d                                  | n/d                              | n/d                                   | n/d                        | n/d                                                    | Lt. H.H. Maharaja RAJENDRA PRAKASH Bahadur                                                                          |
| Suket/Surendernagar | Himachal Pradesh, India | Stato principesco | n/d                             | n/d                                  | n/d                              | n/d                                   | n/d                        | n/d                                                    | H.H. Raja Hari Sen, Raja di Suket                                                                                   |
| Siba                | Himachal Pradesh, India | Stato principesco | n/d                             | n/d                                  | n/d                              | n/d                                   | n/d                        | n/d                                                    | H.H.Raja Dr. Ashok K. Thakur                                                                                        |
| Tehri Garhwal       | Uttarakhand, India      | Zamindari         | 4.180                           | 268.885 (induisti)                   | 3.000                            | Raja, Rajput, induista                | 11                         | Commissario di Kumaun                                  | H.H. Maharaja Manujendra Shah Sahib Bahadur                                                                         |

### Stati dell'agenzia del Rajasthan (Rajputana)
| Stato principesco | Oggi parte di    | Tipologia         | Area in miglia quadrate al 1901 | Popolazione al 1901  | Fondi statali al 1901 (in rupie) | Titolo, etnia e religione del sovrano | Numero delle salve d'onore | Designazione dell'ufficiale politico locale     | Ultimo sovrano |
| ----------------- | ---------------- | ----------------- | ------------------------------- | -------------------- | -------------------------------- | ------------------------------------- | -------------------------- | ----------------------------------------------- | --- |
| Alwar             | Rajasthan, India | Stato principesco | n/d                             | n/d                  | n/d                              | n/d                                   | n/d                        | n/d                                             | HH Maharaja Tej Singh Prabhakar Bahadur |
| Banswara          | Rajasthan, India | Stato principesco | n/d                             | n/d                  | n/d                              | n/d                                   | n/d                        | n/d                                             | H.H. Rai Rayan Mahimahendra Maharajadhiraj Maharawalji Sahib Shri Jagmalji II Sahib Bahadur, Naresh Rajya, Maharawal di Banswara.                             |
| Bikaner           | Rajasthan, India | Stato principesco | 23.311                          | 580.000 (induisti)   | 23.000                           | Maharaja, Rathor Rajput, induista     | 17                         | Agente politico a Bikaner                       | H.H. Sri Raj Rajeshwar Maharajadhiraj Narendra Sawai Maharaja Shiromani Ravi Raj Singhji Bahadur, Maharaja of Bikaner and Head of the Royal House di Bikaner. |
| Bharatpur         | Rajasthan, India | Stato principesco | n/d                             | n/d                  | n/d                              | n/d                                   | n/d                        | n/d                                             | HH Brijendra Singh. |
| Bundi             | Rajasthan, India | Stato principesco | n/d                             | n/d                  | n/d                              | n/d                                   | n/d                        | n/d                                             | Col. HH Maharao Raja Shri BAHADUR SINGHJI Bahadur |
| Dholpur           | Rajasthan, India | Stato principesco | n/d                             | n/d                  | n/d                              | n/d                                   | n/d                        | n/d                                             | Rana Kirat Singh, Rana Pohap Singh, Rana Bhagwant Singh, Rana Nihal Singh, Rana Ram Singh, Rana Udaybhanu Singh.                                              |
| Dungarpur         | Rajasthan, India | Stato principesco | n/d                             | n/d                  | n/d                              | n/d                                   | n/d                        | n/d                                             | H.H. Rai-i-Rayan, Mahimahendra, Maharajadhiraj Maharawal Shri Mahipal Singhji II Sahib Bahadur, Maharawal di Dungarpur.                                       |
| Jaipur            | Rajasthan, India | Stato principesco | 15.579                          | 2.660.000 (induisti) | 62.000                           | Maharaja, Kachwaha Rajput, induista   | 21                         | Residente a Jaipur                              | Maharaja Sawai Man Singh II |
| Jaisalmer         | Rajasthan, India | Stato principesco | n/d                             | n/d                  | n/d                              | n/d                                   | n/d                        | n/d                                             | HH Maharajadhiraj Maharawal Sir JAWAHIR SINGH Bahadur |
| Jhalawar          | Rajasthan, India | Stato principesco | n/d                             | n/d                  | n/d                              | n/d                                   | n/d                        | n/d                                             | H. Maharajadhiraj Maharaj Rana Shri Chandrajit Singh Dev Bahadur, Maharaj Rana di Jhalawar.                                                                   |
| Jodhpur           | Rajasthan, India | Stato principesco | 34.963                          | 1.940.000 (induisti) | 56.000                           | Maharaja, Rathor Rajput, induista     | 17                         | Residente negli stati occidentali del Rajputana | H.H. Raj Rajeshwar Saramad-i-Rajha-i-Hindustan Maharajadhiraja Maharaja Shri Gaj Singhji II Sahib Bahadur, Maharaja di Jodhpur.                               |
| Karauli           | Rajasthan, India | Stato principesco | n/d                             | n/d                  | n/d                              | n/d                                   | n/d                        | n/d                                             | HH Maharaja Shri GANESH PAL Deo Bahadur Yadakul Chandra Bhal                                                                                                  |
| Kishangarh        | Rajasthan, India | Stato principesco | n/d                             | n/d                  | n/d                              | n/d                                   | n/d                        | n/d                                             | HH Umdae Rajhae Buland Makan Maharajadhiraja Maharaja SUMER SINGHJI Bahadur                                                                                   |
| Kotah             | Rajasthan, India | Stato principesco | n/d                             | n/d                  | n/d                              | n/d                                   | n/d                        | n/d                                             | HH Maharao Shri BHIM SINGH II Bahadur |
| Kushalgarh        | Rajasthan, India | Stato principesco | n/d                             | n/d                  | n/d                              | n/d                                   | n/d                        | n/d                                             | Rao HARENDRA SINGH |
| Pratabgarh        | Rajasthan, India | Stato principesco | n/d                             | n/d                  | n/d                              | n/d                                   | n/d                        | n/d                                             | Raja AJIT PRATAP SINGH |
| Patan - Torawati  | Rajasthan, India | Stato principesco | n/d                             | n/d                  | n/d                              | n/d                                   | n/d                        | n/d                                             | Rao Bir Bikram Singh Tanwar |
| Shahpura          | Rajasthan, India | Stato principesco | n/d                             | n/d                  | n/d                              | n/d                                   | n/d                        | n/d                                             | HH Rajadhiraj SUDERSHAN SINGH |
| Shekhawati        | Rajasthan, India | Stato principesco | n/d                             | n/d                  | n/d                              | n/d                                   | n/d                        | n/d                                             | HH Rajadhiraj SUDERSHAN SINGH |
| Sirohi            | Rajasthan, India | Stato principesco | n/d                             | n/d                  | n/d                              | n/d                                   | n/d                        | n/d                                             | |
| Tonk              | Rajasthan, India | Stato principesco | n/d                             | n/d                  | n/d                              | n/d                                   | n/d                        | n/d                                             | Nawab Muhammad Faruq Ali Khan |
| Mewar             | Rajasthan, India | Stato principesco | n/d                             | n/d                  | n/d                              | n/d                                   | n/d                        | n/d                                             | Maharana Sir Bhupal Singh |
| Lawa              | Rajasthan, India | Stato principesco | n/d                             | n/d                  | n/d                              | n/d                                   | n/d                        | n/d                                             | |
| Vallabhpur        | Rajasthan, India | Stato principesco | n/d                             | n/d                  | n/d                              | n/d                                   | n/d                        | n/d                                             | |

### Agenzia di Gujarat e di Kathiawar e Residenza di Baroda
| Stato principesco | Oggi parte di         | Tipologia         | Area in miglia quadrate al 1901 | Popolazione al 1901  | Fondi statali al 1901 (in rupie) | Titolo, etnia e religione del sovrano | Numero delle salve d'onore | Designazione dell'ufficiale politico locale | Ultimo sovrano |
| ----------------- | --------------------- | ----------------- | ------------------------------- | -------------------- | -------------------------------- | ------------------------------------- | -------------------------- | ------------------------------------------- | -------------- |
| Ambilara          | Gujarat, India        | Stato principesco | n/d                             | n/d                  | n/d                              | n/d                                   | n/d                        | n/d                                         | n/d            |
| Balasinor         | Gujarat, India        | Stato principesco | n/d                             | n/d                  | n/d                              | n/d                                   | n/d                        | n/d                                         | n/d            |
| Bajana            | Madhya Pradesh, India | Stato principesco | n/d                             | n/d                  | n/d                              | n/d                                   | n/d                        | n/d                                         | n/d            |
| Devgadh Baria     | Gujarat, India        | Stato principesco | n/d                             | n/d                  | n/d                              | n/d                                   | n/d                        | n/d                                         | n/d            |
| Dhrol             | Gujarat, India        | Stato principesco | n/d                             | n/d                  | n/d                              | n/d                                   | n/d                        | n/d                                         | n/d            |
| Baroda (stato)    | Gujarat, India        | Stato principesco | 8.099                           | 1.950.000 (induisti) | 123.000                          | Maharaja, Maratha, induista           | 21                         | Residente a Baroda                          | n/d            |
| Bhavnagar         | Gujarat, India        | Stato principesco | n/d                             | n/d                  | n/d                              | n/d                                   | n/d                        | n/d                                         | n/d            |
| Cambay (Khambhat) | Gujarat, India        | Stato principesco | n/d                             | n/d                  | n/d                              | n/d                                   | n/d                        | n/d                                         | n/d            |
| Chhota Udaipur    | Gujarat, India        | Stato principesco | n/d                             | n/d                  | n/d                              | n/d                                   | n/d                        | n/d                                         | n/d            |
| Dangs             | Gujarat, India        | Stato principesco | n/d                             | n/d                  | n/d                              | n/d                                   | n/d                        | n/d                                         | n/d            |
| Dhrangadhra       | Gujarat, India        | Stato principesco | n/d                             | n/d                  | n/d                              | n/d                                   | n/d                        | n/d                                         | n/d            |
| Gondal            | Gujarat, India        | Stato principesco | n/d                             | n/d                  | n/d                              | n/d                                   | n/d                        | n/d                                         | n/d            |
| Idar              | Gujarat, India        | Stato principesco | n/d                             | n/d                  | n/d                              | n/d                                   | n/d                        | n/d                                         | n/d            |
| Jafarabad         | Gujarat, India        | Jagir             | n/d                             | n/d                  | n/d                              | n/d                                   | n/d                        | n/d                                         | n/d            |
| Jamnagar          | Gujarat, India        | Stato principesco | n/d                             | n/d                  | n/d                              | n/d                                   | n/d                        | n/d                                         | n/d            |
| Jawhar            | Gujarat, India        | Stato principesco | n/d                             | n/d                  | n/d                              | n/d                                   | n/d                        | n/d                                         | n/d            |
| Junagadh          | Gujarat, India        | Stato principesco | n/d                             | n/d                  | n/d                              | n/d                                   | n/d                        | n/d                                         | n/d            |
| Kotda             | Gujarat, India        | Stato principesco | n/d                             | n/d                  | n/d                              | n/d                                   | n/d                        | n/d                                         | n/d            |
| Lathi             | Gujarat, India        | Stato principesco | n/d                             | n/d                  | n/d                              | n/d                                   | n/d                        | n/d                                         | n/d            |
| Limbda            | Gujarat, India        | Stato principesco | n/d                             | n/d                  | n/d                              | n/d                                   | n/d                        | n/d                                         | n/d            |
| Limdi             | Gujarat, India        | Stato principesco | n/d                             | n/d                  | n/d                              | n/d                                   | n/d                        | n/d                                         | n/d            |
| Makaji            | Gujarat, India        | Jagir             | n/d                             | n/d                  | n/d                              | n/d                                   | n/d                        | n/d                                         | n/d            |
| Manavadar         | Gujarat, India        | Stato principesco | n/d                             | n/d                  | n/d                              | n/d                                   | n/d                        | n/d                                         | n/d            |
| Cutch             | Gujarat, India        | Stato principesco | n/d                             | n/d                  | n/d                              | n/d                                   | n/d                        | n/d                                         | n/d            |
| Lunavada          | Gujarat, India        | Stato principesco | n/d                             | n/d                  | n/d                              | n/d                                   | n/d                        | n/d                                         | n/d            |
| Morvi             | Gujarat, India        | Stato principesco | n/d                             | n/d                  | n/d                              | n/d                                   | n/d                        | n/d                                         | n/d            |
| Muli              | Gujarat, India        | Stato principesco | n/d                             | n/d                  | n/d                              | n/d                                   | n/d                        | n/d                                         | n/d            |
| Nawanagar         | Gujarat, India        | Stato principesco | n/d                             | n/d                  | n/d                              | n/d                                   | n/d                        | n/d                                         | n/d            |
| Palanpur          | Gujarat, India        | Stato principesco | n/d                             | n/d                  | n/d                              | n/d                                   | n/d                        | n/d                                         | n/d            |
| Porbandar         | Gujarat, India        | Stato principesco | n/d                             | n/d                  | n/d                              | n/d                                   | n/d                        | n/d                                         | n/d            |
| Poshina           | Gujarat, India        | Stato principesco | n/d                             | n/d                  | n/d                              | n/d                                   | n/d                        | n/d                                         | n/d            |
| Radhanpur         | Gujarat, India        | Stato principesco | n/d                             | n/d                  | n/d                              | n/d                                   | n/d                        | n/d                                         | n/d            |
| Rajkot            | Gujarat, India        | Stato principesco | n/d                             | n/d                  | n/d                              | n/d                                   | n/d                        | n/d                                         | n/d            |
| Rajpara           | Gujarat, India        | Stato principesco | n/d                             | n/d                  | n/d                              | n/d                                   | n/d                        | n/d                                         | n/d            |
| Rajpipla          | Gujarat, India        | Stato principesco | n/d                             | n/d                  | n/d                              | n/d                                   | n/d                        | n/d                                         | n/d            |
| Sachin            | Gujarat, India        | Stato principesco | n/d                             | n/d                  | n/d                              | n/d                                   | n/d                        | n/d                                         | n/d            |
| Sanjeli           | Gujarat, India        | Stato principesco | n/d                             | n/d                  | n/d                              | n/d                                   | n/d                        | n/d                                         | n/d            |
| Sant              | Gujarat, India        | Stato principesco | n/d                             | n/d                  | n/d                              | n/d                                   | n/d                        | n/d                                         | n/d            |
| Mansa             | Gujarat, India        | Stato principesco | n/d                             | n/d                  | n/d                              | n/d                                   | n/d                        | n/d                                         | n/d            |
| Surgana           | Gujarat, India        | Stato principesco | n/d                             | n/d                  | n/d                              | n/d                                   | n/d                        | n/d                                         | n/d            |
| Tharad            | Gujarat, India        | Stato principesco | n/d                             | n/d                  | n/d                              | n/d                                   | n/d                        | n/d                                         | n/d            |
| Vijaynagar        | Gujarat, India        | Stato principesco | n/d                             | n/d                  | n/d                              | n/d                                   | n/d                        | n/d                                         | n/d            |
| Vithalgarh        | Gujarat, India        | Stato principesco | n/d                             | n/d                  | n/d                              | n/d                                   | n/d                        | n/d                                         | n/d            |
| Vanod             | Gujarat, India        | Stato principesco | n/d                             | n/d                  | n/d                              | n/d                                   | n/d                        | n/d                                         | n/d            |
| Vijaynagar        | Gujarat, India        | Stato principesco | n/d                             | n/d                  | n/d                              | n/d                                   | n/d                        | n/d                                         | n/d            |
| Wadhwan           | Gujarat, India        | Stato principesco | n/d                             | n/d                  | n/d                              | n/d                                   | n/d                        | n/d                                         | n/d            |
| Wankaner          | Gujarat, India        | Stato principesco | n/d                             | n/d                  | n/d                              | n/d                                   | n/d                        | n/d                                         | n/d            |

### Stati dell'Agenzia dell'India Centrale
| Stato principesco           | Oggi parte di         | Area in miglia quadrate al 1901 | Popolazione al 1901 | Fondi statali al 1901 (in rupie) | Titolo, etnia e religione del sovrano | Numero delle salve d'onore | Designazione dell'ufficiale politico locale | Ultimo sovrano |
| --------------------------- | --------------------- | ------------------------------- | ------------------- | -------------------------------- | ------------------------------------- | -------------------------- | ------------------------------------------- | -------------- |
| Ajaigarh                    | Madhya Pradesh, India | n/d                             | n/d                 | n/d                              | n/d                                   | n/d                        | n/d                                         | n/d            |
| Alipura                     | Madhya Pradesh, India | n/d                             | n/d                 | n/d                              | n/d                                   | n/d                        | n/d                                         | n/d            |
| Ali Rajpur                  | Madhya Pradesh, India | n/d                             | n/d                 | n/d                              | n/d                                   | n/d                        | n/d                                         | n/d            |
| Baoni                       | Uttar Pradesh, India  | n/d                             | n/d                 | n/d                              | n/d                                   | n/d                        | n/d                                         | n/d            |
| Baraundha (Barannda)        | Uttar Pradesh, India  | n/d                             | n/d                 | n/d                              | n/d                                   | n/d                        | n/d                                         | n/d            |
| Barwani                     | Madhya Pradesh, India | n/d                             | n/d                 | n/d                              | n/d                                   | n/d                        | n/d                                         | n/d            |
| Basoda                      | , India               | n/d                             | n/d                 | n/d                              | n/d                                   | n/d                        | n/d                                         | n/d            |
| Beri                        | Haryana, India        | n/d                             | n/d                 | n/d                              | n/d                                   | n/d                        | n/d                                         | n/d            |
| Bhaiasunda                  | , India               | n/d                             | n/d                 | n/d                              | n/d                                   | n/d                        | n/d                                         | n/d            |
| Bhopal                      | Madhya Pradesh, India | n/d                             | n/d                 | n/d                              | n/d                                   | n/d                        | n/d                                         | n/d            |
| Bijawar                     | Madhya Pradesh, India | n/d                             | n/d                 | n/d                              | n/d                                   | n/d                        | n/d                                         | n/d            |
| Charkhari                   | Uttar Pradesh, India  | n/d                             | n/d                 | n/d                              | n/d                                   | n/d                        | n/d                                         | n/d            |
| Chhatarpur                  | Madhya Pradesh, India | n/d                             | n/d                 | n/d                              | n/d                                   | n/d                        | n/d                                         | n/d            |
| Chirgaon                    | , India               | n/d                             | n/d                 | n/d                              | n/d                                   | n/d                        | n/d                                         | n/d            |
| Datia                       | Madhya Pradesh, India | n/d                             | n/d                 | n/d                              | n/d                                   | n/d                        | n/d                                         | n/d            |
| Dewas (linea primogenita)   | Madhya Pradesh, India | n/d                             | n/d                 | n/d                              | n/d                                   | n/d                        | n/d                                         | n/d            |
| Dewas (linea secondogenita) | Madhya Pradesh, India | n/d                             | n/d                 | n/d                              | n/d                                   | n/d                        | n/d                                         | n/d            |
| Dhar                        | Madhya Pradesh, India | n/d                             | n/d                 | n/d                              | n/d                                   | n/d                        | n/d                                         | n/d            |
| Dhurwai                     | , India               | n/d                             | n/d                 | n/d                              | n/d                                   | n/d                        | n/d                                         | n/d            |
| Garrauli                    | Madhya Pradesh, India | n/d                             | n/d                 | n/d                              | n/d                                   | n/d                        | n/d                                         | n/d            |
| Gaurihar                    | Madhya Pradesh, India | n/d                             | n/d                 | n/d                              | n/d                                   | n/d                        | n/d                                         | n/d            |
| Gwalior                     | , India               | n/d                             | n/d                 | n/d                              | n/d                                   | n/d                        | n/d                                         | n/d            |
| Indore                      | Madhya Pradesh, India | n/d                             | n/d                 | n/d                              | n/d                                   | n/d                        | n/d                                         | n/d            |
| Jabua                       | Madhya Pradesh, India | n/d                             | n/d                 | n/d                              | n/d                                   | n/d                        | n/d                                         | n/d            |
| Jamnia                      | , India               | n/d                             | n/d                 | n/d                              | n/d                                   | n/d                        | n/d                                         | n/d            |
| Jaora                       | Madhya Pradesh, India | n/d                             | n/d                 | n/d                              | n/d                                   | n/d                        | n/d                                         | n/d            |
| Jaso                        | Madhya Pradesh, India | n/d                             | n/d                 | n/d                              | n/d                                   | n/d                        | n/d                                         | n/d            |
| Jigni                       | Madhya Pradesh, India | n/d                             | n/d                 | n/d                              | n/d                                   | n/d                        | n/d                                         | n/d            |
| Jobat                       | , India               | n/d                             | n/d                 | n/d                              | n/d                                   | n/d                        | n/d                                         | n/d            |
| Kamta-Rajaula               | Madhya Pradesh, India | n/d                             | n/d                 | n/d                              | n/d                                   | n/d                        | n/d                                         | n/d            |
| Khaniadhana                 | Madhya Pradesh, India | n/d                             | n/d                 | n/d                              | n/d                                   | n/d                        | n/d                                         | n/d            |
| Khilchipur                  | Madhya Pradesh, India | n/d                             | n/d                 | n/d                              | n/d                                   | n/d                        | n/d                                         | n/d            |
| Kothi Baghelan              | Madhya Pradesh, India | n/d                             | n/d                 | n/d                              | n/d                                   | n/d                        | n/d                                         | n/d            |
| Kurwai                      | Madhya Pradesh, India | n/d                             | n/d                 | n/d                              | n/d                                   | n/d                        | n/d                                         | n/d            |
| Lugasi                      | Madhya Pradesh, India | n/d                             | n/d                 | n/d                              | n/d                                   | n/d                        | n/d                                         | n/d            |
| Maihar                      | Madhya Pradesh, India | n/d                             | n/d                 | n/d                              | n/d                                   | n/d                        | n/d                                         | n/d            |
| Makrai                      | Madhya Pradesh, India | n/d                             | n/d                 | n/d                              | n/d                                   | n/d                        | n/d                                         | n/d            |
| Mathwar                     | Madhya Pradesh, India | n/d                             | n/d                 | n/d                              | n/d                                   | n/d                        | n/d                                         | n/d            |
| Muhammadgarh                | Madhya Pradesh, India | n/d                             | n/d                 | n/d                              | n/d                                   | n/d                        | n/d                                         | n/d            |
| Nagod (Unchhera)            | Madhya Pradesh, India | n/d                             | n/d                 | n/d                              | n/d                                   | n/d                        | n/d                                         | n/d            |
| Narsingarh                  | Madhya Pradesh, India | n/d                             | n/d                 | n/d                              | n/d                                   | n/d                        | n/d                                         | n/d            |
| Orchha                      | Madhya Pradesh, India | n/d                             | n/d                 | n/d                              | n/d                                   | n/d                        | n/d                                         | n/d            |
| Pahra                       | , India               | n/d                             | n/d                 | n/d                              | n/d                                   | n/d                        | n/d                                         | n/d            |
| Paldeo                      | , India               | n/d                             | n/d                 | n/d                              | n/d                                   | n/d                        | n/d                                         | n/d            |
| Panna                       | Madhya Pradesh, India | n/d                             | n/d                 | n/d                              | n/d                                   | n/d                        | n/d                                         | n/d            |
| Pathari                     | Madhya Pradesh, India | n/d                             | n/d                 | n/d                              | n/d                                   | n/d                        | n/d                                         | n/d            |
| Piploda                     | Madhya Pradesh, India | n/d                             | n/d                 | n/d                              | n/d                                   | n/d                        | n/d                                         | n/d            |
| Rajgarh                     | Madhya Pradesh, India | n/d                             | n/d                 | n/d                              | n/d                                   | n/d                        | n/d                                         | n/d            |
| Ratlam                      | Madhya Pradesh, India | n/d                             | n/d                 | n/d                              | n/d                                   | n/d                        | n/d                                         | n/d            |
| Rewah (Rewa)                | Madhya Pradesh, India | n/d                             | n/d                 | n/d                              | n/d                                   | n/d                        | n/d                                         | n/d            |
| Samthar                     | Uttar Pradesh, India  | n/d                             | n/d                 | n/d                              | n/d                                   | n/d                        | n/d                                         | n/d            |
| Sarila                      | Uttar Pradesh, India  | n/d                             | n/d                 | n/d                              | n/d                                   | n/d                        | n/d                                         | n/d            |
| Sitamau                     | Madhya Pradesh, India | n/d                             | n/d                 | n/d                              | n/d                                   | n/d                        | n/d                                         | n/d            |
| Sohawal                     | , India               | n/d                             | n/d                 | n/d                              | n/d                                   | n/d                        | n/d                                         | n/d            |
| Taraon                      | , India               | n/d                             | n/d                 | n/d                              | n/d                                   | n/d                        | n/d                                         | n/d            |
| Tori Fatehpur               | , India               | n/d                             | n/d                 | n/d                              | n/d                                   | n/d                        | n/d                                         | n/d            |

### Stati dell'Agenzia degli Stati dell'Est
| Stato principesco      | Oggi parte di              | Tipologia         | Area in miglia quadrate al 1901 | Popolazione al 1901 | Fondi statali al 1901 (in rupie) | Titolo, etnia e religione del sovrano | Numero delle salve d'onore | Designazione dell'ufficiale politico locale | Ultimo sovrano |
| ---------------------- | -------------------------- | ----------------- | ------------------------------- | ------------------- | -------------------------------- | ------------------------------------- | -------------------------- | ------------------------------------------- | -------------- |
| Ambaliara              | Mahi Kantha, India         | Stato principesco | n/d                             | n/d                 | n/d                              | n/d                                   | n/d                        | n/d                                         | n/d            |
| Athgarh                | Odisha, India              | Stato principesco | n/d                             | n/d                 | n/d                              | n/d                                   | n/d                        | n/d                                         | n/d            |
| Athamallik             | Odisha, India              | Stato principesco | n/d                             | n/d                 | n/d                              | n/d                                   | n/d                        | n/d                                         | n/d            |
| Bamra                  | Odisha, India              | Stato principesco | n/d                             | n/d                 | n/d                              | n/d                                   | n/d                        | n/d                                         | n/d            |
| Baramba                | Odisha, India              | Stato principesco | n/d                             | n/d                 | n/d                              | n/d                                   | n/d                        | n/d                                         | n/d            |
| Bastar                 | Chhattisgarh, India        | Stato principesco | n/d                             | n/d                 | n/d                              | n/d                                   | n/d                        | n/d                                         | n/d            |
| Baudh                  | Odisha, India              | Stato principesco | n/d                             | n/d                 | n/d                              | n/d                                   | n/d                        | n/d                                         | n/d            |
| Banaili                | Odisha, India              | Zamindari         | n/d                             | n/d                 | n/d                              | n/d                                   | n/d                        | n/d                                         | n/d            |
| Bonai                  | Odisha, India              | Stato principesco | n/d                             | n/d                 | n/d                              | n/d                                   | n/d                        | n/d                                         | n/d            |
| Changbhakar            | Chhattisgarh, India        | Stato principesco | n/d                             | n/d                 | n/d                              | n/d                                   | n/d                        | n/d                                         | n/d            |
| Changbhakar            | Chhattisgarh, India        | Stato principesco | n/d                             | n/d                 | n/d                              | n/d                                   | n/d                        | n/d                                         | n/d            |
| Chhuikhadan            | Chhattisgarh, India        | Stato principesco | n/d                             | n/d                 | n/d                              | n/d                                   | n/d                        | n/d                                         | n/d            |
| Cooch Behar            | Bengala Occidentale, India | Stato principesco | n/d                             | n/d                 | n/d                              | n/d                                   | n/d                        | n/d                                         | n/d            |
| Darbhanga              | Bihar, India               | Zamindari         | n/d                             | n/d                 | n/d                              | n/d                                   | n/d                        | n/d                                         | n/d            |
| Dabha                  | Mahi Kantha, India         | Stato principesco | n/d                             | n/d                 | n/d                              | n/d                                   | n/d                        | n/d                                         | n/d            |
| Dadhalia               | Mahi Kantha, India         | Stato principesco | n/d                             | n/d                 | n/d                              | n/d                                   | n/d                        | n/d                                         | n/d            |
| Daspalla               | Odisha, India              | Stato principesco | n/d                             | n/d                 | n/d                              | n/d                                   | n/d                        | n/d                                         | n/d            |
| Dhenkanal              | Odisha, India              | Stato principesco | n/d                             | n/d                 | n/d                              | n/d                                   | n/d                        | n/d                                         | n/d            |
| Gangpur                | Odisha, India              | Stato principesco | n/d                             | n/d                 | n/d                              | n/d                                   | n/d                        | n/d                                         | n/d            |
| Hindol                 | Odisha, India              | Stato principesco | n/d                             | n/d                 | n/d                              | n/d                                   | n/d                        | n/d                                         | n/d            |
| Jashpur                | Chhattisgarh, India        | Stato principesco | n/d                             | n/d                 | n/d                              | n/d                                   | n/d                        | n/d                                         | n/d            |
| Kalahandi              | Odisha, India              | Stato principesco | n/d                             | n/d                 | n/d                              | n/d                                   | n/d                        | n/d                                         | n/d            |
| Kanker                 | Chhattisgarh, India        | Stato principesco | n/d                             | n/d                 | n/d                              | n/d                                   | n/d                        | n/d                                         | n/d            |
| Kawardha               | Chhattisgarh, India        | Stato principesco | n/d                             | n/d                 | n/d                              | n/d                                   | n/d                        | n/d                                         | n/d            |
| Kahiragarh             | Chhattisgarh, India        | Stato principesco | n/d                             | n/d                 | n/d                              | n/d                                   | n/d                        | n/d                                         | n/d            |
| Katosan                | Mahi Kantha, India         | Stato principesco | n/d                             | n/d                 | n/d                              | n/d                                   | n/d                        | n/d                                         | n/d            |
| Keonjhar               | Odisha, India              | Stato principesco | n/d                             | n/d                 | n/d                              | n/d                                   | n/d                        | n/d                                         | n/d            |
| Khandpara              | Odisha, India              | Stato principesco | n/d                             | n/d                 | n/d                              | n/d                                   | n/d                        | n/d                                         | n/d            |
| Kharsawan              | Jharkhand, India           | Stato principesco | n/d                             | n/d                 | n/d                              | n/d                                   | n/d                        | n/d                                         | n/d            |
| Khondmals              | Jharkhand, India           | Stato principesco | n/d                             | n/d                 | n/d                              | n/d                                   | n/d                        | n/d                                         | n/d            |
| Koriya                 | Chhattisgarh, India        | Stato principesco | n/d                             | n/d                 | n/d                              | n/d                                   | n/d                        | n/d                                         | n/d            |
| Idar                   | Mahi Kantha, India         | Stato principesco | n/d                             | n/d                 | n/d                              | n/d                                   | n/d                        | n/d                                         | n/d            |
| Ilol                   | Mahi Kantha, India         | Stato principesco | n/d                             | n/d                 | n/d                              | n/d                                   | n/d                        | n/d                                         | n/d            |
| Malpur                 | Mahi Kantha, India         | Stato principesco | n/d                             | n/d                 | n/d                              | n/d                                   | n/d                        | n/d                                         | n/d            |
| Mansa                  | Mahi Kantha, India         | Stato principesco | n/d                             | n/d                 | n/d                              | n/d                                   | n/d                        | n/d                                         | n/d            |
| Mayurbhanj             | Odisha, India              | Stato principesco | n/d                             | n/d                 | n/d                              | n/d                                   | n/d                        | n/d                                         | n/d            |
| Mohanpur               | Mahi Kantha, India         | Stato principesco | n/d                             | n/d                 | n/d                              | n/d                                   | n/d                        | n/d                                         | n/d            |
| Narsinghpur            | Odisha, India              | Stato principesco | n/d                             | n/d                 | n/d                              | n/d                                   | n/d                        | n/d                                         | n/d            |
| Nilgiri                | Odisha, India              | Stato principesco | n/d                             | n/d                 | n/d                              | n/d                                   | n/d                        | n/d                                         | n/d            |
| Rajnandgaon (Nandgaon) | Chhattisgarh, India        | Stato principesco | n/d                             | n/d                 | n/d                              | n/d                                   | n/d                        | n/d                                         | n/d            |
| Nayagarh               | Odisha, India              | Stato principesco | n/d                             | n/d                 | n/d                              | n/d                                   | n/d                        | n/d                                         | n/d            |
| Pal Lahara             | Odisha, India              | Stato principesco | n/d                             | n/d                 | n/d                              | n/d                                   | n/d                        | n/d                                         | n/d            |
| Patna                  | Odisha, India              | Stato principesco | n/d                             | n/d                 | n/d                              | n/d                                   | n/d                        | n/d                                         | n/d            |
| Pethapur               | Mahi Kantha, India         | Stato principesco | n/d                             | n/d                 | n/d                              | n/d                                   | n/d                        | n/d                                         | n/d            |
| Punadra                | Mahi Kantha, India         | Stato principesco | n/d                             | n/d                 | n/d                              | n/d                                   | n/d                        | n/d                                         | n/d            |
| Raigarh                | Chhattisgarh, India        | Stato principesco | n/d                             | n/d                 | n/d                              | n/d                                   | n/d                        | n/d                                         | n/d            |
| Rairakhol              | Odisha, India              | Stato principesco | n/d                             | n/d                 | n/d                              | n/d                                   | n/d                        | n/d                                         | n/d            |
| Ramgarh                | Bihar, India               | Zamindari         | n/d                             | n/d                 | n/d                              | n/d                                   | n/d                        | n/d                                         | n/d            |
| Ranasa                 | Mahi Kantha, India         | Stato principesco | n/d                             | n/d                 | n/d                              | n/d                                   | n/d                        | n/d                                         | n/d            |
| Ranpur                 | Odisha, India              | Stato principesco | n/d                             | n/d                 | n/d                              | n/d                                   | n/d                        | n/d                                         | n/d            |
| Rupal                  | Mahi Kantha, India         | Stato principesco | n/d                             | n/d                 | n/d                              | n/d                                   | n/d                        | n/d                                         | n/d            |
| Sakti                  | Chhattisgarh, India        | Stato principesco | n/d                             | n/d                 | n/d                              | n/d                                   | n/d                        | n/d                                         | n/d            |
| Saraikela              | Jharkhand, India           | Stato principesco | n/d                             | n/d                 | n/d                              | n/d                                   | n/d                        | n/d                                         | n/d            |
| Sarangarh              | Chhattisgarh, India        | Stato principesco | n/d                             | n/d                 | n/d                              | n/d                                   | n/d                        | n/d                                         | n/d            |
| Sonepur                | Odisha, India              | Stato principesco | n/d                             | n/d                 | n/d                              | n/d                                   | n/d                        | n/d                                         | n/d            |
| Surguja                | Chhattisgarh, India        | Stato principesco | n/d                             | n/d                 | n/d                              | n/d                                   | n/d                        | n/d                                         | n/d            |
| Talcher                | Odisha, India              | Stato principesco | n/d                             | n/d                 | n/d                              | n/d                                   | n/d                        | n/d                                         | n/d            |
| Tigiria                | Odisha, India              | Stato principesco | n/d                             | n/d                 | n/d                              | n/d                                   | n/d                        | n/d                                         | n/d            |
| Tripura                | Tripura, India             | Stato principesco | n/d                             | n/d                 | n/d                              | n/d                                   | n/d                        | n/d                                         | n/d            |
| Udaipur                | Tripura, India             | Stato principesco | n/d                             | n/d                 | n/d                              | n/d                                   | n/d                        | n/d                                         | n/d            |
| Varsoda                | Mahi Kantha, India         | Stato principesco | n/d                             | n/d                 | n/d                              | n/d                                   | n/d                        | n/d                                         | n/d            |
| Vasna                  | Mahi Kantha, India         | Stato principesco | n/d                             | n/d                 | n/d                              | n/d                                   | n/d                        | n/d                                         | n/d            |

## Ex stati sovrani annessi dalla Compagnia britannica delle Indie orientali
| Stato principesco | Oggi parte di | Anno di annessione | Ultimo sovrano |
| ----------------- | ------------- | ------------------ | -------------- |
| Carnatic          | , India       | 1801               | n/d            |
| Sivagangai        | , India       | 1803               | n/d            |
| Guler             | , India       | 1813               | n/d            |
| Jaitpur           | , India       | 1849               | n/d            |
| Jalaun            | , India       | 1840               | n/d            |
| Jaswan            | , India       | 1849               | n/d            |
| Jhansi            | , India       | 1854               | n/d            |
| Kangra            | , India       | 1846               | n/d            |
| Kumaon            | , India       | 1816               | n/d            |
| Lakhahi           | , India       | n/d                | n/d            |
| Kutlehar          | , India       | 1825               | n/d            |
| Nagpur            | , India       | 1854               | n/d            |
| Nurpur            | , India       | 1849               | n/d            |
| Oudh              | , India       | 1856               | n/d            |
| Ramgarh           | , India       | 1858               | n/d            |
| Sambalpur         | , India       | 1849               | n/d            |
| Siba              | , India       | 1849               | n/d            |
| Impero Sikh       | , India       | 1849               | n/d            |
| Tanjore           | , India       | 1855               | n/d            |

## Ex stati sovrani annessi dall'India britannica
| Stato principesco | Oggi parte di | Anno o periodo di annessione | Ultimo sovrano |
| ----------------- | ------------- | ---------------------------- | -------------- |
| Ballabhgarh       | , India       | 1858                         | n/d            |
| Banpur            | , India       | 1857                         | n/d            |
| Bhaddaiyan        | , India       | 1858                         | n/d            |
| Bijeraghogarh     | , India       | 1858                         | n/d            |
| Chirgaon          | , India       | n/d                          | n/d            |
| Khaddi            | , India       | n/d                          | n/d            |
| Kulpahar          | , India       | 1858                         | n/d            |
| Manipur           | , India       | 1891 (per un breve periodo)  | n/d            |
| Makrai            | , India       | 1890-1893                    | n/d            |
| Purwa             | , India       | n/d                          | n/d            |
| Satara            | , India       | 1849                         | n/d            |
| Shahgarh          | , India       | 1857                         | n/d            |
| Tiroha            | , India       | n/d                          | n/d            |
| Tulsipur          | , India       | 1859                         | n/d            |
| Udaipur           | , India       | 1854-1860                    | n/d            |
| Vallabhipura      | , India       | 1860                         | n/d            |